# Persone di cognome Henderson
| Questa pagina contiene informazioni ricavate automaticamente dalle voci biografiche con l'ausilio del template Bio e di un bot. L'aggiornamento è periodico e automatico e ricostruisce completamente la pagina. Se manca una persona in questa lista, sei pregato di non aggiungerla, ma accertati piuttosto che la sua voce biografica contenga il template Bio e che i dati anagrafici siano correttamente compilati. Se il template Bio manca, inseriscilo tu stesso o, in alternativa, metti l'avviso {{tmp\|Bio}} che ne segnala la mancanza. Se i dati riportati sono sbagliati, correggi direttamente la voce biografica; le modifiche saranno visibili in questa lista entro pochi giorni. Per chiarimenti vedi il progetto antroponimi. La lista contiene solo le 102 persone che sono citate nell'enciclopedia e per le quali è stato implementato correttamente il template Bio. Pagina aggiornata al 7 mag 2025. |

Questa è una lista di persone presenti nell'enciclopedia che hanno il cognome Henderson, suddivise per attività principale.

## Artisti marziali misti(2)
- Benson Henderson, artista marziale misto statunitense (Colorado Springs, n. 1983)
- Dan Henderson, artista marziale misto e ex lottatore statunitense (Downey, n. 1970)

## Astronomi(1)
- Thomas James Henderson, astronomo scozzese (Dundee, n. 1798 - Edimburgo, † 1844)

## Attivisti(1)
- Bobby Henderson, attivista e fisico statunitense (Roseburg, n. 1980)

## Attori(5)
- Don Henderson, attore britannico (Leytonstone, n. 1931 - Warwick, † 1997)
- Josh Henderson, attore, cantante e modello statunitense (Dallas, n. 1981)
- Logan Henderson, attore, cantante e ballerino statunitense (North Richland Hills, n. 1989)
- Douglas Henderson, attore statunitense (Montclair, n. 1919 - Studio City, † 1978)
- Martin Henderson, attore neozelandese (Auckland, n. 1974)

## Attrici(4)
- Florence Henderson, attrice, personaggio televisivo e doppiatrice statunitense (Dale, n. 1934 - Los Angeles, † 2016)
- Grace Henderson, attrice statunitense (Ann Arbor, n. 1861 - New York, † 1944)
- Marcia Henderson, attrice statunitense (Andover, n. 1929 - Yakima, † 1987)
- Shirley Henderson, attrice britannica (Forres, n. 1965)

## Aviatori(1)
- Lofton R. Henderson, aviatore statunitense (Lorain, n. 1903 - mare delle isole Midway, † 1942)

## Bassisti(1)
- Michael Henderson, bassista e cantante statunitense (Yazoo City, n. 1951 - Atlanta, † 2022)

## Biologi(1)
- Richard Henderson, biologo e biofisico britannico (Edimburgo, n. 1945)

## Botanici(1)
- Andrew James Henderson, botanico britannico (Surrey, n. 1950)

## Calciatori(15)
- Albert Henderson, calciatore canadese (Galt, n. 1881 - Los Angeles, † 1947)
- Alvin Henderson, ex calciatore trinidadiano (n. 1950)
- Conor Henderson, ex calciatore irlandese (Sidcup, n. 1991)
- Darius Henderson, ex calciatore inglese (Sutton, n. 1981)
- Dean Henderson, calciatore inglese (Whitehaven, n. 1997)
- Euan Henderson, calciatore scozzese (Edimburgo, n. 2000)
- Ewan Henderson, calciatore scozzese (Edimburgo, n. 2000)
- Jack Henderson, calciatore nordirlandese (Dromore, n. 1844 - † 1932)
- Jay Henderson, calciatore scozzese (Irvine, n. 2002)
- Jackie Henderson, calciatore scozzese (Glasgow, n. 1932 - Poole, † 2005)
- Jordan Henderson, calciatore inglese (Sunderland, n. 1990)
- Liam Henderson, calciatore scozzese (Livingston, n. 1996)
- Stephen Henderson, ex calciatore irlandese (Dublino, n. 1988)
- Wayne Henderson, ex calciatore irlandese (Dublino, n. 1983)
- Willie Henderson, ex calciatore scozzese (Baillieston, n. 1944)

## Cantanti(3)
- Caroline Henderson, cantante svedese (Stoccolma, n. 1962)
- Ella Henderson, cantante britannica (Tetney, n. 1996)
- Taylor Henderson, cantante australiano (Ceres, n. 1993)

## Cantautori(1)
- Mike Henderson, cantautore e polistrumentista statunitense (Independence, n. 1953 - † 2023)

## Cestiste(3)
- Destanni Henderson, cestista statunitense (Fort Myers, n. 1999)
- Nekeshia Henderson, ex cestista statunitense (n. 1973)
- Tracy Henderson, ex cestista statunitense (Minneapolis, n. 1974)

## Cestisti(12)
- Dave Henderson, ex cestista e allenatore di pallacanestro statunitense (Henderson, n. 1964)
- Gerald Henderson, ex cestista statunitense (Richmond, n. 1956)
- Phil Henderson, cestista statunitense (Chicago, n. 1968 - Manila, † 2013)
- Tom Henderson, ex cestista statunitense (Newberry, n. 1952)
- Alan Henderson, ex cestista statunitense (Indianapolis, n. 1972)
- Cedric Henderson, cestista statunitense (Marietta, n. 1965 - Marietta, † 2023)
- Cedric Henderson, ex cestista statunitense (Memphis, n. 1975)
- Jerome Henderson, ex cestista statunitense (Los Angeles, n. 1959)
- Jerome Henderson, ex cestista singaporiano (Singapore, n. 1936)
- Kevin Henderson, ex cestista statunitense (Baltimora, n. 1964)
- Ronnie Henderson, ex cestista statunitense (Gulfport, n. 1974)
- Scoot Henderson, cestista statunitense (Marietta, n. 2004)

## Chitarristi(1)
- Scott Henderson, chitarrista statunitense (West Palm Beach, n. 1954)

## Cicliste su strada(1)
- Anna Henderson, ciclista su strada britannica (Hemel Hempstead, n. 1998)

## Ciclisti su strada(1)
- Greg Henderson, ex ciclista su strada e pistard neozelandese (Dunedin, n. 1976)

## Diplomatici(2)
- Nevile Henderson, diplomatico e ambasciatore britannico (Sedgwick, n. 1882 - Londra, † 1942)
- Nicholas Henderson, diplomatico e scrittore inglese (n. 1919 - † 2009)

## Dirigenti sportivi(1)
- Chris Henderson, dirigente sportivo e ex calciatore statunitense (Edmonds, n. 1970)

## Doppiatrici(1)
- Saffron Henderson, doppiatrice e cantante canadese (Vancouver, n. 1965)

## Economiste(1)
- Hazel Henderson, economista inglese (Bristol, n. 1933 - † 2022)

## Generali(1)
- David Henderson, generale scozzese (Glasgow, n. 1862 - Ginevra, † 1921)

## Giocatori di baseball(2)
- Gunnar Henderson, giocatore di baseball statunitense (n. 2001)
- Rickey Henderson, giocatore di baseball statunitense (Chicago, n. 1958 - San Francisco, † 2024)

## Giocatori di football americano(11)
- C.J. Henderson, giocatore di football americano statunitense (Miami, n. 1998)
- Darrell Henderson, giocatore di football americano statunitense (Batesville, n. 1997)
- De'Angelo Henderson, giocatore di football americano statunitense (Charleston, n. 1992)
- E.J. Henderson, ex giocatore di football americano statunitense (Fort Campbell, n. 1980)
- Erin Henderson, ex giocatore di football americano statunitense (Aberdeen, n. 1986)
- Jamarcus Henderson, giocatore di football americano statunitense (Union, n. 1996)
- John Henderson, ex giocatore di football americano statunitense (Nashville, n. 1979)
- Mario Henderson, giocatore di football americano statunitense (Fort Myers, n. 1984 - † 2020)
- Seantrel Henderson, giocatore di football americano statunitense (Saint Paul, n. 1992)
- TreVeyon Henderson, giocatore di football americano statunitense (Hopewell, n. 2002)
- William Henderson, ex giocatore di football americano statunitense (Richmond, n. 1971)

## Giocatori di freccette(1)
- John Henderson, giocatore di freccette scozzese (Aberdeen, n. 1973)

## Giocatori di poker(1)
- Frank Henderson, giocatore di poker statunitense (n. 1931)

## Hockeisti su ghiaccio(1)
- Paul Henderson, ex hockeista su ghiaccio canadese (Kincardine, n. 1943)

## Infermiere(1)
- Virginia Henderson, infermiera, insegnante e scrittrice statunitense (Kansas City, n. 1897 - Branford, † 1996)

## Insegnanti(1)
- E.B. Henderson, insegnante statunitense (Washington, n. 1883 - † 1977)

## Lunghisti(1)
- Jeff Henderson, lunghista statunitense (North Little Rock, n. 1989)

## Magistrati(1)
- Geoffrey A. Henderson, giudice trinidadiano (Trinidad e Tobago, n. 1961)

## Militari(1)
- Mary H. J. Henderson, militare scozzese (Old Machar, n. 1874 - Rhynie, † 1938)

## Nuotatori(1)
- Mark Henderson, ex nuotatore statunitense (Washington, n. 1969)

## Pianisti(2)
- Fletcher Henderson, pianista, direttore d'orchestra e compositore statunitense (Cuthbert, n. 1897 - New York, † 1952)
- Skitch Henderson, pianista, direttore d'orchestra e compositore statunitense (Halstad, n. 1918 - New Milford, † 2005)

## Politici(2)
- Arthur Henderson, politico e sindacalista britannico (Glasgow, n. 1863 - Londra, † 1935)
- Thomas Henderson, politico statunitense (Freehold Township, n. 1743 - Freehold Township, † 1824)

## Produttrici teatrali(1)
- Laura Henderson, produttrice teatrale inglese (n. 1863 - † 1944)

## Rapper(1)
- Krayzie Bone, rapper statunitense (Cleveland, n. 1973)

## Registi(2)
- Dell Henderson, regista, attore e sceneggiatore canadese (St. Thomas, n. 1883 - Hollywood, † 1956)
- Lucius Henderson, regista e attore statunitense (Aldo, n. 1861 - New York, † 1947)

## Rugbisti a 15(3)
- Iain Henderson, rugbista a 15 britannico (Craigavon, n. 1992)
- Andrew Henderson, rugbista a 15 britannico (Chatham, n. 1980)
- Paul Henderson, ex rugbista a 15 e allenatore di rugby a 15 neozelandese (Bluff, n. 1964)

## Sassofonisti(1)
- Joe Henderson, sassofonista statunitense (Lima, n. 1937 - San Francisco, † 2001)

## Sciatori alpini(1)
- Scott Henderson, ex sciatore alpino e allenatore di sci alpino canadese (Calgary, n. 1943)

## Sciatrici freestyle(1)
- Grace Henderson, sciatrice freestyle statunitense (Madbury, n. 2001)

## Scrittori(2)
- Andrew Henderson, scrittore e drammaturgo scozzese (Roxburghshire, † 1775)
- Caspar Henderson, scrittore e giornalista britannico (Londra, n. 1963)

## Storici(1)
- John Henderson, storico inglese (n. 1949)

## Teologi(1)
- Alexander Henderson, teologo scozzese (Crail, n. 1583 - † 1646)

## Velociste(1)
- Monique Henderson, velocista statunitense (San Diego, n. 1983)

## Zoologi(1)
- John Robertson Henderson, zoologo e antiquario britannico (Melrose, n. 1863 - Edimburgo, † 1925)